# درژانوواتس
درژانوواتس (به صربی: Držanovac) یک منطقهٔ مسکونی در صربستان است که در ژیتوراجا واقع شده‌است. درژانوواتس ۹۴۷ نفر جمعیت دارد.